# Nikolaï Korndorf
Nikolaï Sergueïevitch Korndorf (en russe : Николай Сергеевич Корндорф, né le 23 janvier 1947 à Moscou, Russie – mort le 30 mai 2001 à Vancouver, au Canada) est un compositeur et chef d'orchestre russo-canadien. Ayant fait carrière tant en Russie qu'au Canada, il est cofondateur et vice-président de l'Association pour la musique contemporaine (ACM).

## Biographie
Korndorf étudie la composition musicale avec Sergueï Balassanian au Conservatoire Tchaïkovski de Moscou (1965–1970). À cette époque, il écrit l'opéra Un conte sur… (russe : Сказание про… – Skazanie pro…) d'après l'œuvre de Semion Kirsanov. Il termine des études post-graduées en 1973 avec Banquet au temps de la peste d'après l’œuvre d'Alexandre Pouchkine. 
Il étudie la direction d'orchestre auprès de Leo Ginsburg de 1967 à 1979 et enseigne son art au Conservatoire Tchaïkovski de Moscou de 1972 à 1991. Il devient membre de l'union des compositeurs soviétiques en 1973.
En 1991, il quitte la Russie et déménage au Canada, à Vancouver (Colombie-Britannique). Il y fait des expériences dans le domaine de la musique électroacoustique. Vers la fin de sa vie, il enseigne la musique à l'Université de la Colombie-Britannique.
Après 1997, il est venu en Russie plusieurs fois, il a participé notamment au festival Alternativa, etc. Il meurt en 2001 lors d'un match de football amateur après qu'une balle l'atteint accidentellement à la tête. 
Son œuvre est particulièrement bien maîtrisée par le chef d'orchestre Aleksandr Lazarev.

## Discographie
- Hymne no 1 : Sempre tutti - Orchestre symphonique d'État de Moscou, dir. Alexander Dmitriev (concert 1989, MCA Classics) (OCLC 25031740)
- Hymne no 2 pour orchestre (1987) ; Hymne no 3, « en l'honneur de Gustav Mahler », pour soprano et orchestre (1990) - Catherine Bott ; Orchestre symphonique de la BBC, dir. Aleksandr Lazarev (1996, Sony) (OCLC 717612139)
- Symphonie no 4 « Musique souterraine » (1996) ; Concertino pour alto et orchestre à cordes (1970) - Mikhail Bereznitsky, alto ; Orchestre symphonique de concert du Conservatoire de Moscou, dir. Anatoly Levin (2007/concert 1er juin 2011, Moscow State Conservatory SMC CD0105) (OCLC 858605110)
- L'Œuvre pour violoncelle : Concerto capriccioso (1986) ; Passacaglia (1997) pour violoncelle seul ; Triptyque (1999) pour violoncelle et piano - Alexander Ivashkin, violoncelle ; Anya Alexeyev, piano ; Orchestre philharmonique russe de Moscou, dir. Konstantin Krimets (3-6 août 2001/21 novembre 2005/1er décembre 2006, Toccata Classics TOCC0128)

## Vie privée
Il est le beau-fils de la géologue et exploratrice russe Tatyana Ustinova.